# Чанґо (народ)
Чанґо (Chango або Camanchacos) — індіанський народ, що мешкав в Південній Америці, спочатку на узбережжі сучасного Перу, а потім розповлюдився і на територію північного Чилі, на територію пустелі Атакама. Вони були переважно рибалками та мисливцями на морських левів. Вони використовували плоти з надутих шкір морських левів і жили в хатинах, покритих шкірами цих тварин і вистілених висушеними водоростями.
| Перу | Це незавершена стаття з географії Перу. Ви можете допомогти проєкту, виправивши або дописавши її. |

| Чилі | Це незавершена стаття з географії Чилі. Ви можете допомогти проєкту, виправивши або дописавши її. |